# قتل در زمین گلف
قتل در زمین گلف (به انگلیسی: The Murder on the Links)یک رمان جنایی نوشته آگاتا کریستی است که در سال ۱۹۲۳ منتشر شد داستان این کتاب درباره ماجرایی است که دو شخصیت هرکول پوآرو و آرتور هستینگز برای حل آن اقدام می‌کنند. قیمت نسخه آمریکایی 1.75 دلار بود
در بخشی از این داستان، آرتور هستینگز همسر آینده خود یعنی دالسی دویین را برای اولین بار می‌بیند"

## داستان
داستان درباره قتل موسیو رونالد یکی از ثروتمندان فرانسوی-کانادایی که جسدش در بانک‌ایر پیداشده است که قبل از مرگش از پوآرو درخواست می‌کند تا برای گفتگو درمورد مسئله ای به فرانسه بیایید بعد از آن پلیس به پسر وی که روز قتل با او دعوا کرده مظنون می‌شود و وی را دستگیر می‌کند و در عین حال جسد فرد دیگری که ولگرد ولی با لباس‌های اعیانی است پیدا می‌شود...
این کتاب به صورت کمیک استریپ توسط موسسه نگارش الکترونیک کتاب ( ماناکتاب) به صورت فارسی ترجمه شده است.